# Siberut
Siberut est l'île la plus grande et la plus septentrionale de l'archipel des îles Mentawaï, à 150 km au large de la côte ouest de Sumatra, dans l'océan Indien, en Indonésie. Elle a été reconnue réserve de biosphère par l'UNESCO en 1981 et est habitée par l'ethnie Mentawaï dite des « hommes-fleurs ».

## Géographie
La superficie de Siberut est de 3 810 km2, dont 1 905 km2 sont protégés au sein du parc national de Siberut crée en 1993 et couvrant l'essentiel du centre de l'île. Les petites îles annexes sont Karamajet, Masokut situées dans le détroit de Bungalaut. Siberut possède un climat tropical humide.
L'île est encore sans routes en dehors des deux principaux villages et le transport sur l'île se fait à pied, par canoé ou en bateau. L'île comptait 35 091 habitants en 2010.